# IPay.ua
iPay.ua — український сервіс платежів в інтернеті, за допомогою якого можна сплатити за послуги і товари, використовуючи платіжну картку Visa або Mastercard.

## Історія компанії
У 2008 році консорціум TCGroup, що має 18-річний[коли?] досвід роботи в галузі виробництва пластикових карток, банкоматів, sim-карт і програмного забезпечення[ангажоване джерело], ухвалив рішення розвивати вітчизняний ринок інтернет-платежів, який на той час в Україні знаходився на стадії зародження.
Була створена компанія «Універсальний дата центр», яка, запозичаючи досвід закордонних платіжних систем і банків, запустила на ринку власний платіжний сервіс — iPay.ua.

## Можливості
За допомогою сервісу iPay.ua власники платіжних карт Visa і MasterCard можуть здійснювати перекази коштів та оплату послуг.
Водночас iPay.ua надає можливість підключення інтернет-еквайрингу для компаній — послуги, яка дає змогу приймати оплату за товари й послуги картками міжнародних платіжних систем VISA і Mastercard в мережі інтернет безпосередньо на сайті компанії.

## Досягнення
- Компанія стала одним із лідерів українського ринку онлайн платежів[2]
- Усі провідні банки України[ненейтрально] працюють з iPay.ua[джерело?]
- 2017 та 2018 року компанія отримала срібний приз конкурсу PaySpace Magazine Awards у номінації «Кращий сервіс онлайн платежів»[3][4].

## Безпека
iPay.ua сертифікований за міжнародним стандартом безпеки PCI DSS (Payment Card Industry Data Security Standard)[джерело?]. Сертифікація PCI DSS свідчить про те, що iPay.ua вжив усіх необхідних заходів для забезпечення відповідності вимогам платіжних систем Visa і MasterCard щодо інформаційної безпеки цих платіжних карт.
iPay.ua регулярно залучає незалежні аудиторські компанії для контролю якості та надійності свого сервісу[джерело?]. Зокрема, аудит iPay.ua проводила міжнародна компанія Sysnet Global Solutions.[джерело?]
До переказу коштів з картки платника на рахунок постачальника iPay.ua перевіряє наявність платіжної картки клієнта в стоп-листі. Стоп-лист містить інформацію про заблоковані карти у зв'язку з їх втратою. Це дозволяє відхилити запит про оплату, якщо платіжна картка клієнта несанкціоновано використовується третіми особами.[джерело?]